# Ursula Heinzelmann

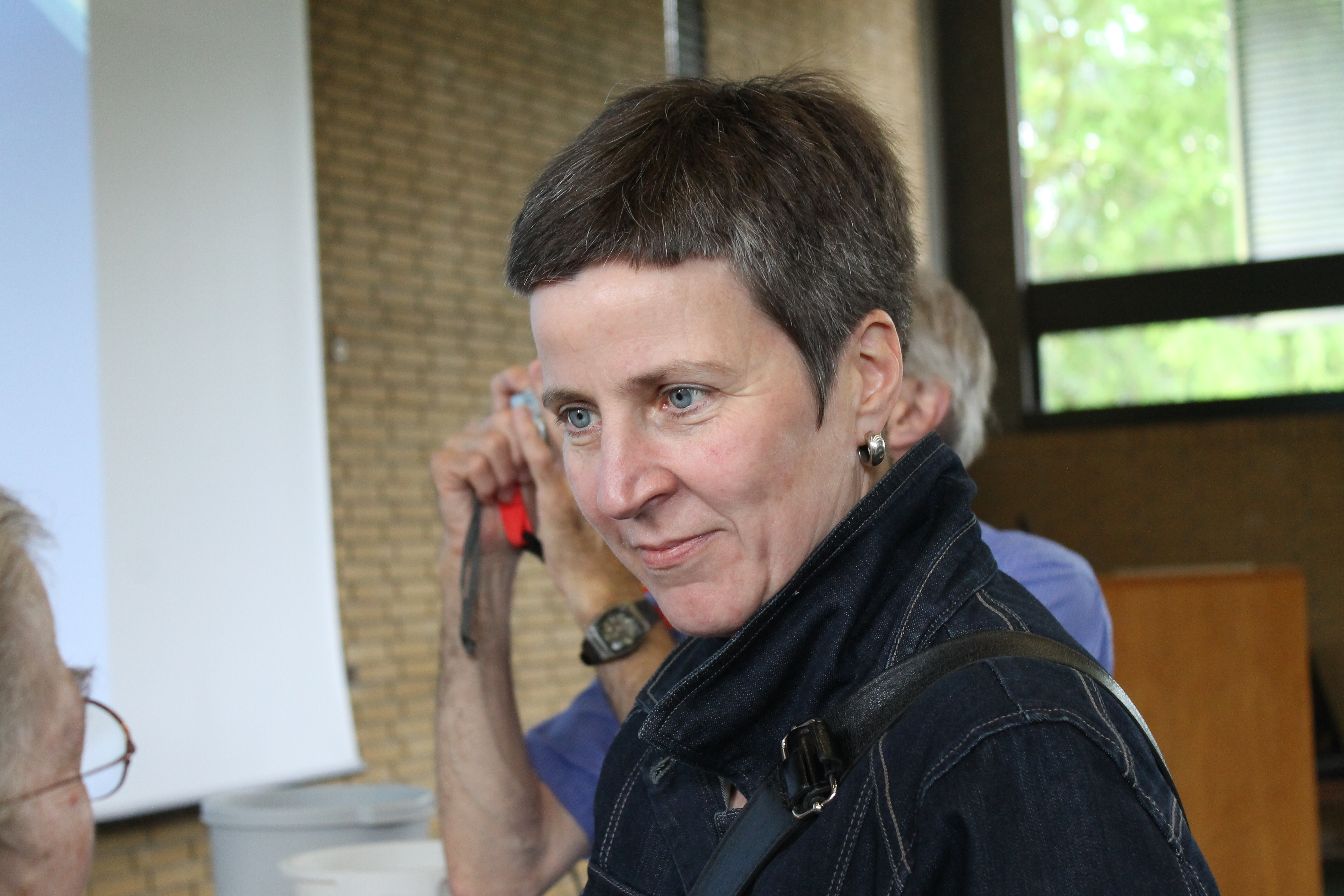
Ursula Heinzelmann, 2012

Ursula Heinzelmann (* 1963 in Berlin) ist eine deutsche Gastronomie-, Reise- und Weinautorin. Sie schreibt regelmäßig für englisch- und deutschsprachige Zeitschriften. Ihr publizistischer Schwerpunkt ist ein historisches Verständnis unserer Ernährung, die sie gesamtheitlich untersucht.

## Leben und Werk

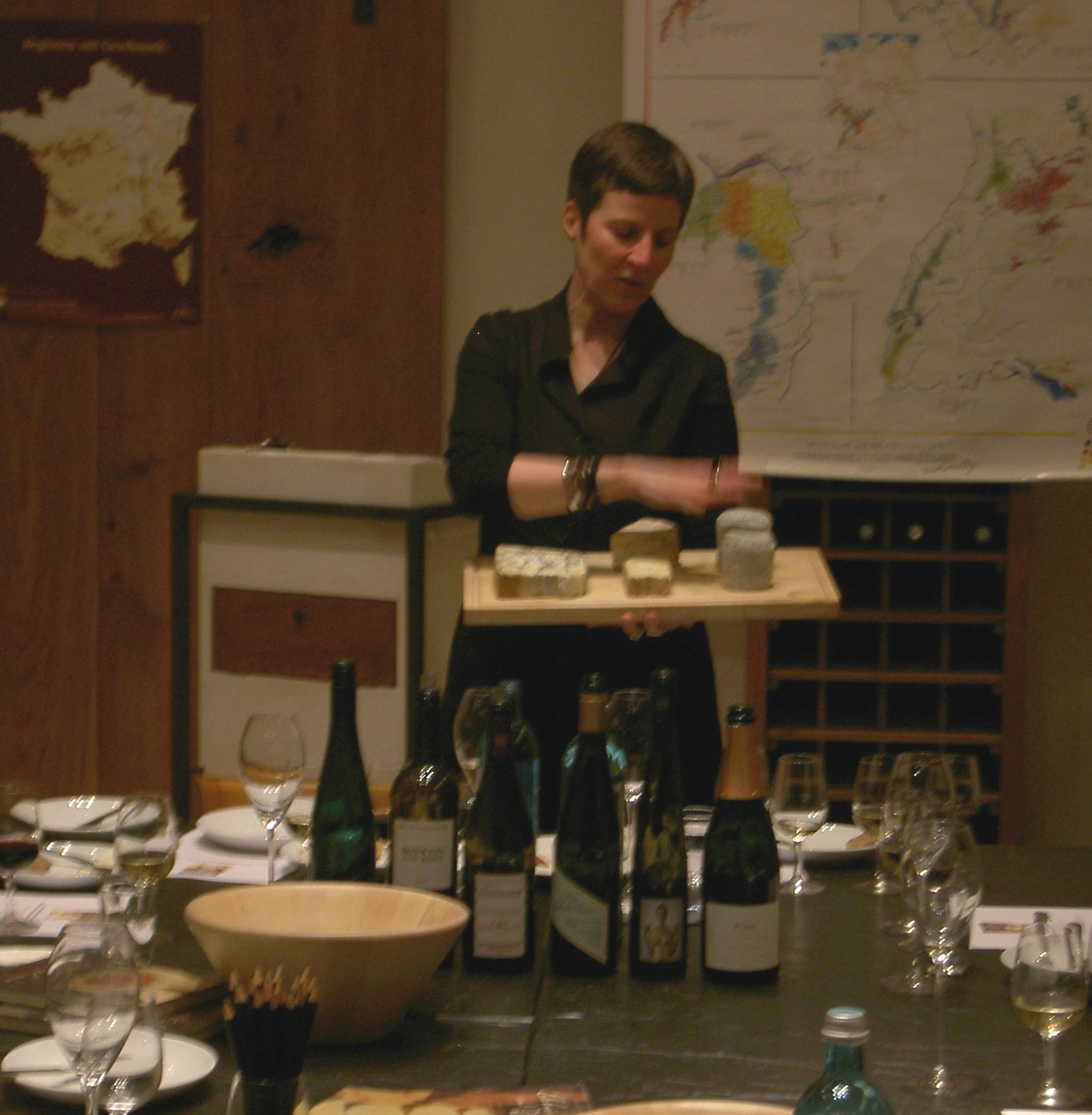
Ursula Heinzelmann beim Käse- und Weintest, 2012

Nach dem Abitur machte Heinzelmann eine Kochlehre im Berliner Parkrestaurant Steigenberger, die als Praktikum für ein Studium der Lebensmitteltechnologie gedacht war. Statt des Studiums stieg sie in die Gastronomie ein, „weil ich das Kochen so toll fand.“ Zunächst arbeitete sie in Berlin, später betrieb sie ein eigenes Hotel mit Restaurant am Bodensee. Es schloss sich ein einjähriges Sommelier-Studium an der Hotelfachschule in Heidelberg an. Mitte der 1990er-Jahre kehrte sie nach Berlin zurück, heiratete den britischen Weinexperten Stuart Pigott und übersetzte dessen Bücher ins Deutsche. Auf Anfrage von Manfred Kriener schrieb sie 1999 ihren ersten eigenen Text mit dem Artikel Aldilachs und Plastegouda für die tageszeitung (taz) in Berlin.
Heinzelmann arbeitete ab 1994 in Berlin in einem französischen Wein- und Käseladen, den sie fünf Jahre lang mit dem Besitzer aufbaute. Danach begann sie, über kulinarische Themen zu schreiben, unter anderem für das Slow-Food-Magazin. 2001 machte sie sich als freiberufliche Gastronomie- und Weinautorin selbständig. Seit Gründung der Frankfurter Allgemeinen Sonntagszeitung (FAS) schreibt sie dort kulinarische Kolumnen, Reiseberichte und Rezepte. Der erste Artikel erschien im Oktober 2001 unter dem Titel Aus dem Magen eines Zickleins, Im September 2003 nahm sie als Vortragende am Oxford Symposium on Food & Cookery teil und 2015/16 an der Bearbeitung des The Oxford Companion to Cheese.
2010 gab sie ihre Beiträge in der FAS als Buch heraus. Sie schreibt weiterhin für die in Hamburg erscheinende Gastronomie-Zeitschrift Effilee, die Allgemeine Hotel- und Gastronomie-Zeitung, Slow Food, Vinum, Fine und die amerikanischen Zeitschriften Gastronomica, Saveur und Culture, the word on cheese.
Heinzelmann veröffentlichte zahlreiche Bücher über Essen und Trinken, unter anderem „Erlebnis Essen“, „Erlebnis Kochen“, „Erlebnis Käse und Wein“, erschienen im Scherz Verlag. Sie lebt in Berlin und war bis 2015 mit Stuart Pigott verheiratet.

## Schriften (Auswahl)
- Erlebnis Essen. Vom Duft der Erdbeere und der Würze des Teltower Rübchens. Scherz Verlag, Frankfurt am Main 2006, ISBN 3-502-15013-3.
- Erlebnis Kochen. Manifest für eine Küche ohne Rezepte. Scherz Verlag, Frankfurt am Main 2007, ISBN 978-3-502-15087-9.
- Stuart Pigott, Ursula Heinzelmann, Chandra Kurt, Manfred Lüer, Stephan Reinhardt: Wein spricht deutsch. Weine, Winzer, Weinlandschaften. S. Fischer, Frankfurt am Main 2007, ISBN 978-3-502-19000-4.
- Erlebnis Käse und Wein. Eine Entdeckungsreise durch neue deutsche Genusslandschaften. Fotografien von Andreas Durst. Scherz Verlag, Frankfurt am Main 2009, ISBN 978-3-502-15139-5.
- Food Culture in Germany. ABC-CLIO, Westport, Connecticut (USA) 2008, ISBN 978-0-313-34494-7.
- Die China-Küche des Herrn Wu. Rezepte aus dem Restaurant „Hot Spot“ in Berlin. Fotos von Manuel Krug. Tre Torri Verlag, Wiesbaden 2014, ISBN 978-3-944628-18-9.
- Beyond Bratwurst: A History of Food in Germany. Reaktion Books, London 2014, ISBN 978-1-78023-272-0.
 deutsch: Was is(s)t Deutschland? Eine Kulturgeschichte zum Essen. Tre Torri Verlag, Wiesbaden 2016, ISBN 978-3-944628-78-3.
- Monsieur Vuong. Das Kochbuch. Fotografien von Manuel Krug. Suhrkamp, Berlin 2016, ISBN 978-3-518-46756-5.
- Vom Käsemachen. Tradition, Handwerk und Genuss. Insel Verlag, Berlin 2018, ISBN 978-3-458-17767-8.
- Die neue albanische Küche. Mediterran, Modern, Mullixhiu. Die besten Rezepte von Bledar Kola. Fotos von Manuel Krug. Insel Verlag, Berlin 2019, ISBN 978-3-458-17818-7.

## Auszeichnungen
- 2004: Sophie Coe Prize in Food History[1]
- 2006: Sophie Coe Prize in Food History
- 2008: Prix Lanson für Weinjournalismus[1]